# Studzianki (wzgórze)
Studzianki – wzgórze o wysokości 303,8 m n.p.m. Znajduje się na południowej części Wyżyny Olkuskiej, wznosi się nad zachodnią częścią Doliny Kamienic, wschodnia część łączy się z wzgórzem Solca. Południowe zbocze opada do Rowu Krzeszowickiego w miejscowości Wola Filipowska.